# Fireworks (2023)
Fireworks (Originaltitel Stranizza d’amuri bzw. La stranezza dell’amore, Sizilianisch für „Seltsamkeit der Liebe“) ist ein Filmdrama von Giuseppe Fiorello. Der Coming-of-Age-Film ist von einem Doppelmord an zwei jungen, schwulen Männern im Jahr 1980 inspiriert, der in Italien als „Delitto di Giarre“ in die Kriminalgeschichte einging. Stranizza d’amuri kam im März 2023 in die italienischen Kinos. 

## Handlung
Während ganz Italien im Sommer 1982 im Fernsehen die Fußball-Weltmeisterschaft in Spanien verfolgt, ändert sich das Leben des 17-jährigen Gianni völlig. Er lebt zusammen mit seiner Mutter Lina in Sizilien und wird als Schwuler von Gleichaltrigen gemobbt. Bei einem Unfall mit seinem Moped lernt er den 16-jährigen Nino kennen. Aus der Freundschaft der beiden Jungen entwickelt sich langsam eine romantische Beziehung. Sie scheren sich nicht um Vorurteile und Gerüchte und leben frei. Ihre konservativen Familien wollen dieser Beziehung jedoch ein Ende bereiten.

## Produktion

### Regie, Drehbuch und Filmtitel

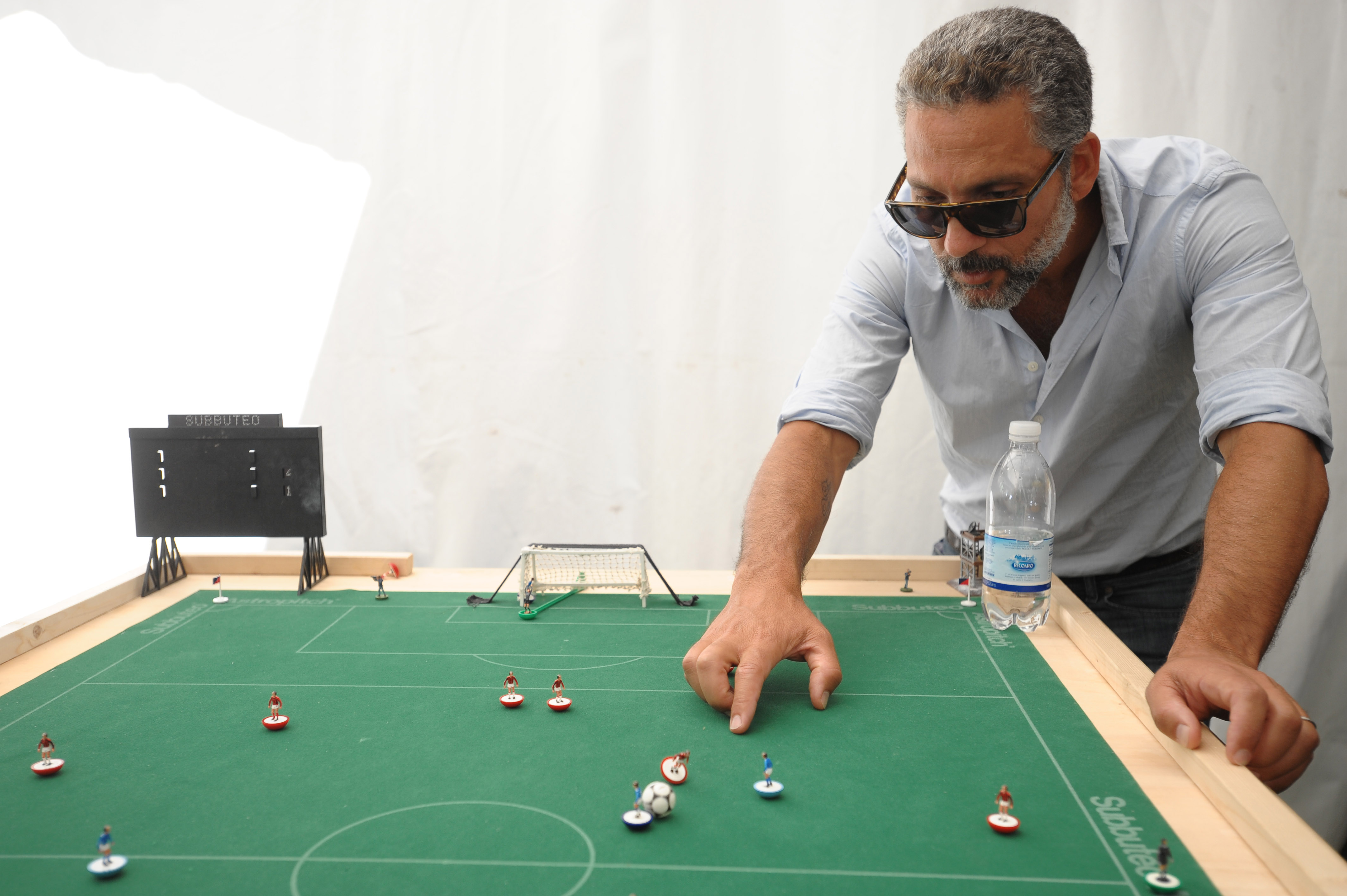
Regisseur Giuseppe Fiorello

Regie führte Giuseppe Fiorello, der gemeinsam mit Andrea Cedrola, Carlo Salsa und Josella Porto auch das Drehbuch schrieb. Der aus Catania stammende eigentliche Schauspieler gibt mit Fireworks sein Regiedebüt.
Der Titel des Films ist eine Hommage an Franco Battiato, einen italienischen Cantautore, dessen Musik für den Regisseur besonders in seiner Jugend sehr wichtig war.  Dieser erzählte in dem Lied Stranizza d’amuri eine Liebesgeschichte inmitten des Krieges und von einer Liebe, die trotz des Schreckens, der sie umgibt, nicht stirbt und stark bleibt. Battiatos Lied ist auch am Ende des Films zu hören.

### Der Doppelmord von Giarre
Die Geschichte des Films ist von einem Doppelmord inspiriert, der in Italien als „Delitto di Giarre“ (das Giarre-Verbrechen) in die Kriminalgeschichte einging. Er wurde am 31. Oktober 1980 in Giarre in der Provinz Catania begangen und war für die italienische Homosexuellenbewegung von großer Bedeutung, da er zur Gründung des LGBT-Verbandes Arcigay führte. Die beiden jungen Männer, der 25-jährige Giorgio und der 15-jährige Antonio, die seit zwei Wochen vermisst wurden, waren damals tot aufgefunden worden. Von der Bevölkerung Giarres wurde der Fall als Selbstmord abgetan. Neben ihren Leichen wurde ein Zettel gefunden, auf dem stand: „Wir verlassen diese Welt, weil wir diese Ungerechtigkeiten und Missbräuche nicht länger ertragen können“. Der Tatort habe jedoch eindeutig gezeigt, dass es sich nicht um Selbstmord handelte, so Fiorello.

### Besetzung, Dreharbeiten und Filmmusik
Die Nachwuchsschauspieler Gabriele Pizzurro und Samuele Segreto spielen in den Hauptrollen Nino und Gianni. Fabrizia Sacchi spielt Ninos Mutter Carmela und Simona Malato Giannis Mutter Lina. In weiteren Rollen sind Simone Raffaele Cordiano als Totò und Antonio De Matteo als Alfredo zu sehen.
Drehorte waren unter anderem Noto, Marzamemi, Ferla, Priolo und Pachino in Sizilien Als Kameramann fungierte der Argentinier Ramiro Civita.
Die Filmmusik komponierten Leonardo Milani und der italienische Sänger und Songwriter Giovanni Caccamo, ein Schüler Battiatos.

### Veröffentlichung
Der Film kam am 23. März 2023 in die italienischen Kinos. Anfang Juli 2023 wurde er beim Internationalen Filmfestival Karlovy Vary gezeigt. Ende September 2023 wurde der Film beim Schlingel Film Festival vorgestellt. Im Februar 2024 wurde er beim Queer Screen Mardi Gras Film Festival in Sydney gezeigt und im März 2024 beim Mons Love International Film Festival. Ende Juli 2024 wurde der Film im Rahmen der Filmkunstwochen München vorgestellt. Ebenfalls im Juli 2024 startete der Film unter dem Titel Fireworks in den deutschen Kinos.

## Auszeichnungen
David di Donatello 2024
- Nominierung für das Beste Regiedebüt (Giuseppe Fiorello)
- Nominierung für den David Giovani (Regisseur Giuseppe Fiorello)[13]

Internationales Filmfestival Karlovy Vary 2023
- Nominierung für den Publikumspreis in der Sektion Horizons[3][1]

Sindacato Nazionale Giornalisti Cinematografici Italiani 2023
- Auszeichnung als Bester Nachwuchsregisseur (Giuseppe Fiorello)
- Nominierung für die Besten Kostüme (Nicoletta Taranta)
- Auszeichnung mit dem Graziella Bonacchi Award (Samuele Segreto und Gabriele Pizzurro)[14]

Nastro d’Argento
- Auszeichnung als Bester Nachwuchsregisseur (Giuseppe Fiorello)[15]

 Premio Atena Nike
- Premio Meglior giovane attore (Gabriele Pizzurro und Samuele Segreto)[16]